# Lycaeides norvegica
Lycaeides norvegica är en fjärilsart som beskrevs av Nordström 1935. Lycaeides norvegica ingår i släktet Lycaeides och familjen juvelvingar. Inga underarter finns listade i Catalogue of Life.